# 黑崎一心
黑崎一心（日语：／ Kurosaki Ishin ?，原名是志波一心（日语：／ Shiba Ishin）是日本漫畫作品《BLEACH》當中的角色，該作品主角黑崎一護的父親。志波一心是原屍魂界護廷十三隊十番隊隊長，之後移居現世。

## 創作與構思
- 漫畫正式連載之前，一心原本的職業設定並非醫生，而是殯葬業者[7]。

## 人物

### 外貌與性格
黑崎醫院的開業醫師，是黑崎真咲的配偶，亦為黑崎一護、黑崎遊子與黑崎夏梨的父親。留著黑色短髮，下顎蓄著鬍子（年輕時期臉型較為瘦削，下顎未蓄鬍子）。血型為AB型。愛吃芋頭羊羹，擅長烹飪，平常性格大而化之且愛耍寶，經常出其不意的攻擊一護，還因此給家人帶來不少麻煩。事實上卻是個極其重視恩義的男人，只要有人曾經對他伸出援手，就會盡力報答對方的恩惠，縱使自己和該對象素昧平生，也不願對其見死不救。本身具備著敏銳的觀察力，能夠一眼認出幫忙看管一護身體的魂，而且認真的時候是意外的可靠。
其真實身分是前任護廷十三隊十番隊隊長，能夠一擊便擊敗了一名未完成品的破面，懂得控制斬魄刀的大小。在劇情中段恢復死神的力量以前，已經有20年的期間連幽靈都看不見。其死霸裝的左袖綴有部分碎裂不全的隊首羽織（初次邂逅真咲時，仍穿著完整的隊首羽織），實力極為可怕，能夠設下隱藏靈壓的強力結界，僅用中指一彈的力道就足以將藍染惣右介彈飛，甚至一刀砍開整棟建築物。自身的靈壓強盛到可以在斷界獨自進行「界境固定」限制住拘流三個月（相當於外界一小時）。
此外，一心和遊子剛好都是靈異節目主持人唐·觀音寺的忠實觀眾。而根據單行本第4集與第33章插頁草稿圖，當一心和來到黑崎診所準備會見一護的觀音寺碰面時，兩人竟意外的一拍即合，甚至還和對方有著相近的喜好和審美觀。順便一提，「黑崎」並非他的本姓，他是因為和真咲結婚，才將原本的姓氏「志波」，改成對方的姓氏。作者在附錄特典集賦予一心的關鍵詞為「情」。

### 身世與經歷
出身於屍魂界前五大貴族之一的志波家，為分家的當主暨前任護廷十三隊十番隊隊長，亦是志波海燕、志波空鶴、志波岩鷲的伯父，當時的松本亂菊和日番谷冬獅郎則是其所屬番隊的副隊長和第三席官。他在任職隊長的期間，便極為欣賞冬獅郎的工作效率和認真態度，還直言對方會是成為繼任十番隊隊長的最佳人選；相對地，他非常不看好亂菊時常有意增加他的工作量的行為，並認為倘若亂菊真的當上隊長，整個番隊的情況反而會變得更糟糕。
距離故事開始的二十年前，一心透過冬獅郎呈報的報告書，得知鳴木市接連發生駐現世死神遭不明對象襲擊殺害的案件（實為藍染惣右介為了找出假面軍勢的藏身處，利用改造的虛將駐現世死神當成實驗對象的計劃），因為顧及此次任務的危險性甚高，決定獨自抵達現世進行調查，當他在雨天遇上實力足以媲美隊長級的改造大虛「虛白」，卻遭忽然現身的藍染等人從背後偷襲而身受重傷的時候，當時還是少女的滅卻師黑崎真咲現身擊敗了大虛替其解危，未料該頭虛竟在死亡的瞬間自我引爆，導致一心為了保護真咲，遂以肉身為盾，近距離承受爆炸的威力而重傷倒地。真咲見狀，連忙上前為他療傷，雙方因為這項契機而邂逅了彼此。一心雖因此次事件，證實滅卻師仍舊存在的傳聞並非虛詞，但顧及立場問題，故在回到屍魂界向時任總隊長山本元柳齋重國彙報現世的調查結果時，沒有向山本總隊長透露自己在現世偶遇真咲的秘密。
後來，一心對於真咲雖身為滅卻師、仍願意對他出手相救的舉動留下了深刻的印象，決定再度前往現世拜訪真咲，藉此答謝對方的救命之恩，碰巧遇見險遭虛襲擊的真咲和石田龍弦，遂出手為前兩者解危，卻被龍弦告知真咲先前因為遭到「虛白」攻擊的緣故，致使身體出現虛化的跡象。此時浦原喜助出現在三人的面前，說明自己擁有能夠解救真咲性命的方法，但這項技術將需要足以終生抑制她的虛化、至死方休的強盛力量；為了拯救真咲的生命，讓她能夠維持人類的身分待在現世生活，一心選擇進駐喜助特製的義骸、但無法使用死神力量的代價，變成介於死神和人類間的存在，和真咲體內的虛之力建立起靈魂的鏈結，成功地挽救真咲免於受虛化持續侵蝕而自我消滅的命運。憑藉著自己在真央靈術院習得的醫術和喜助的協助，失去死神力量的一心得以留在現世生活，開設黑崎醫院維持生計，和真咲結為夫妻，成為一護、遊子、夏梨三兄妹的父親。
然而，在第一部劇情6年前的6月17日，一護和真咲從空手道場返家的途中，碰巧在小野瀨川遇見以小孩型態的誘餌現身，意圖引誘獵物上鉤的虛（Grand Fisher）。當時待在家裡的一心雖感覺到真咲和虛的靈壓，但礙於自己失去死神力量，即便抵達現場也無所助益，加上他認為真咲的實力理應能毫髮無傷地擊退對方，順利地帶著一護返家，所以才沒有立即趕到現場救援真咲。豈料身為滅卻師始祖的友哈巴赫為了執行名謂「聖別」的種族肅清行動兼恢復自己的力量，將非純正血統的滅卻師力量據為己有，結果導致真咲在失去力量的情況下，為了保護被虛迷惑的一護，遭虛傷及背部而當場遇害身亡。在得悉愛妻喪生的噩耗後，一心雖然對於自己沒能拯救真咲深感遺憾，卻沒有為此責難一護，反而抱持著後者是「愛妻以性命換取來的對象」的想法，在真咲過世後成為黑崎一家的精神支柱，獨力撫養三位兒女。為了紀念早逝的亡妻，一心特地將真咲的遺照張貼在自家客廳裡，甚至為此收斂了自己的煙癮，只在真咲的忌日才會在她墳前抽菸。
3年前的某個早晨，當時就讀中學的井上織姬，揹著發生車禍而身受重傷的兄長井上昊，抵達黑崎診所為兄長求診。一心雖然奮力地為昊進行急救，無奈因為昊的傷勢遠超過黑崎診所的設施應對範圍，以至於昊還來不及轉至大型醫院接受治療，便於等待轉院的期間撒手人寰。即便如此，一護仍因為這個契機，認識織姬並與之成為朋友。後來每逢病患亟需轉院治療的時候，一心都會藉著自己和龍弦的關係，向空座綜合醫院請求調派醫療設施，但有時亦對醫院職員藉故推拖的行為感到頗有微詞。
雖然定居於現世之中，仍然能夠掌握屍魂界的動態。當一心和浦原喜助聊到破面忽然加速演變一事時，一心亦猜測到此事為先前從屍魂界叛變的藍染惣右介所為。

## 劇情表現
初期的一心不是經常對家人耍寶，就是忽然在家裡偷襲一護。他特別規定一護必須在晚上七點前回到家裡，若是一護稍有遲歸，則會給與肢體上的教訓。一護與露琪亞相遇的當晚，一心、遊子、夏梨遭到襲擊露琪亞的虛攻擊，因而受了傷；事後雖然被露琪亞用鬼道治癒了傷勢，卻也因此喪失當晚的記憶。
在故事初期的三個月期間內，一心除了替遭到虛襲擊成傷的茶渡泰虎進行急救、帶領黑崎一家到真咲墳上掃墓、和遊子與夏梨來到唐·觀音寺的節目拍攝現場參觀以外，還在石田雨龍使用誘餌引來大量的虛時，被夏梨請求為與虛戰鬥而昏倒的茶渡進行治療，但由於浦原喜助和鐵齋先行將茶渡與織姬帶回浦原商店休養，因而撲了個空。另一方面，他對於當初因為無力保護真咲而感到自責的一護並無指責之意，只表示現在要一護承擔悲傷仍為時過早，並說明一護是真咲以性命換來的對象，要求一護要好好活著且不能比他早死，而且可以的話最好是含笑而終。

### 屍魂界拯救篇
這個篇章的一心露面篇幅並不多，他帶著遊子和夏梨一同參加附近的夏日煙火祭時，剛好在河邊遇到一護等人，還順勢拉著一護參加煙火祭。回程途中，一護告知一心他即將外出幾天，甚至可能會在暑假結束時才回來的消息（實為一護等人準備前往屍魂界拯救朽木露琪亞的外出藉口）。於是一心特地在一護等人前往屍魂界的那天，將真咲生前送給他的護身符（實為一心特地為了魂製作的護身符）交給一護保管，還特別提醒對方記得回來的時候將護身符還給他，之後便站在門口，目送一護離開家門。
一護從屍魂界返回現世短暫休息之後，一心再度以飛踢的方式，直接闖進前者的臥房但被擋了下來。父子倆為此發生肢體衝突，甚至還引起路過黑崎診所的民眾側目圍觀。後來在千年血戰篇透露，由於一護和露琪亞相遇而喚醒了死神的力量、接受浦原喜助的訓練獲得自己的斬魄刀、加上潛藏身體裡的虛力量於屍魂界拯救事件正式覺醒的緣故，一心和真咲體內的虛之力的鏈結才會徹底斷裂，並恢復死神的力量。

### 破面篇
露琪亞拯救事件落幕後，一護準備在出門上學前，將護身符交還給一心；然而一心卻以自己不再需要這個護身符為由，堅持讓一護將護身符帶在身邊，甚至還刻意將護身符綁在後者的制服上，令趕著上學的一護為此感到相當氣結，甚至揚言回家後要將一心痛扁一頓。
當天晚上，原本負責接管一護身軀的魂，趁隙溜出家門在街頭遊蕩，不料卻遇見先前曾被一護擊退、演化成仿破面的Grand Fisher，被對方誤認成一護而險些遭其追殺，此時一心以死神的姿態，出現在兩者的面前，將先前交給一護的護身符擲向Grand Fisher，令護身符散發強大的能量將Grand Fisher推開。他親自將護身符交給魂保管，說明這個護身符其實是為了魂而特地製做的防身物品，還道出先前黑崎一家到真咲墳上掃墓時，便已經察覺到當時的魂正在為一護看管身體。之後，一心轉而挺身迎戰Grand Fisher，並且在對手來不及出招的情況下，只憑一刀就讓對方瞬間斃命（動畫版則加上察覺躲在一旁的改造魂魄莉琳、藏人、之芭的情節）。
當浦原喜助問及一心重獲死神力量的感受時，一心道出他雖然斬殺了害死真咲的虛，但仍為當年無力解救真咲感到遺憾，還和浦原提到假面軍勢等人開始接觸一護，以及藍染惣右介利用崩玉創造出破面強化戰力的計畫。爾後朽木露琪亞為了調查破面襲擊空座町一事來到現世時，一心和遊子亦同意讓露琪亞寄住在他們的住處，甚至還開心的對真咲的遺像宣稱自己有了「第三個女兒」。
一護、雨龍、茶渡在浦原喜助的協助下，前往虛圈營救被破面擄走的織姬後，一心忽然出現在雨龍的父親石田龍弦的面前。最初一心對於龍弦開始直接稱呼他的姓氏感到意外，而龍弦也對一心恢復死神的力量感到訝異。但在一心注意到雨龍留下的信件後，龍弦道出自己即使不看信也猜到大概的內容，並說明他已經協助雨龍恢復滅卻師的能力，接下來則看雨龍如何應用這股力量，甚至對一心笑稱他是個不負責的父親提出反駁，認為一心的狀況比他還要更糟糕。至於一心，則是低調認同龍弦的回應，並終止了兩人之間的對話。

### 空座町篇
空座町大戰中，一心忽然以死神的姿態現身，使得藍染惣右介沒能及時揭露一護的身世之謎，還特地施展隱藏靈壓的結界，趁機將一護帶到隱密的角落談話。起先一心認為一護會對他刻意隱瞞死神身分一事感到疑惑，但一護表示一心會刻意隱瞞這件實情有他的理由，加上一護顧慮到自己的說話技巧並不好，因此他希望等到一心願意坦白的時候再跟他透露真相。
一心與藍染展開激烈交戰，其間令藍染多次受傷，更一度將藍染斬成重傷，其後和浦原喜助、四楓院夜一聯手與進化中的藍染展開激烈交戰，最後三人都是不敵被撃倒。為了保護空座町，和一護通過穿界門追擊藍染，要求一護在斷界的三個月（相當於外界時間一小時）內領悟「最後的月牙天衝」的同時，將鎖鏈綁在自己身上進行「界境固定」。在一護結束修行後，靈力耗盡而倒下，被一護扛在肩上，抵達屍魂界的空座町。為了不讓一心受到波及，一護暫時將一心安置在較為安全的地方，才和藍染正式展開最終決戰。

### 死神代理消失篇
空座町大戰結束1年5個月後，一心陪同游子和夏梨參加中學的入學典禮，還在XCUTION領導人銀城空吾和一護接觸的隔天，闖進一護的臥房向他問好。然而一護不僅對一心的玩笑感到不以為然，甚至還抱怨這項舉動讓他做了個怪夢（漫畫版為戀次、白哉、露琪亞的陰影催促一護起來，動畫版還增加了冬獅郎與劍八等人的影子）。當一心嘗試詢問一護關於夢的內容時，一護卻表示自己想要說的時候，已經記不得夢的細節。之後銀城為了引起一護的注意，特地取得一心的照片到鰻魚屋委託調查任務；至於一心，也從那時候起，便時常不見人影。
石田雨龍與井上織姬接連發生襲擊事件沒多久，一心約談浦原喜助並商量些私事，但為了防範有人偷聽到他們交談的內容，特地到別處談話（當時的一護躲在電線杆後方，偷聽兩人的對話，動畫版則是躲在街角偷聽對話），之後浦原、一心、露琪亞達成共識，和夜一、平子真子、以及護廷十三隊所有正副隊長與部分成員運用各自靈壓，製成幫助一護恢復死神力量的靈刀。在月島控制了一護身邊的親友後，一心跟著浦原與露琪亞來到月島秀九郎和銀城空吾所在的大宅邸，讓露琪亞利用浦原特製的靈刀刺向一護的胸口，使一護重獲死神的力量。為了不讓茶渡與織姬繼續受到月島的控制，浦原和一心和特地趁著月島威脅茶渡與織姬時，從後方用空手將兩人擊昏並帶回浦原商店休養（動畫版增加安置一護的其他親友至保護結界裡的片段）。起先一心因為擔心銀城會將屍魂界監控代理死神的真相全部說出來，想要跟著浦原前去支援對抗完現術者的死神並阻止銀城，卻被浦原以「戰鬥差不多都結束，去了也幫不上忙」與「一護遲早會知道所有的真相」為由婉拒，轉而和握菱鐵齋待在浦原商店看護昏迷中的茶渡與織姬（動畫版則在一護的親友復原並清醒後，和眾人抵達小野瀨川，迎接剛從屍魂界返回現世的一護）。
根據作者在特輯篇訪談的補充講解，一心其實並不認識百餘年前曾經身為正副隊長們的假面軍勢成員，但因顧及到一心跟著浦原抵達屍魂界的話，有些事情就會被護廷十三隊的隊長們知道，因此當時的一心才沒有跟著浦原抵達屍魂界執行靈壓灌輸作業。

### 千年血戰篇
一護隨同浦原、茶渡、織姬、妮露前往虛圈展開救援行動後，一心特地將一護的身體搬回自家住處，並於前者被零番隊成員二枚屋王悅從靈王宮遣返至現世沒多久，聽見對方在家門外呼喚著浦原的名字。一心正欲親自迎接抵達家門的一護；但一護卻轉而前往鰻魚屋店主鰻屋育美的住處，藉此沉澱自己的心情。待一護稍微冷靜後，一心旋即以死神姿態抵達鰻魚屋迎接一護返家，說明自己透過浦原喜助的轉告，得悉一護在屍魂界和敵方交戰導致斬魄刀損毀、零番隊成員現身、以及被送回現世的來龍去脈，並正式向前者透露過去的經歷和真咲犧牲的真相。
翌日早晨，一心和抵達黑崎家歸還代理死神許可證的鰻屋育美目送一護離開家門。之後和夏梨及遊子從京樂春水的手裡取得能夠自由進出屍魂界的通魂符。後偕同石田龍弦前往被轉化成真世界城的靈王宮，支援一護等人作戰。

### 結局篇
無形帝國戰役落幕十年後，一心因為一護和織姬婚後育有一子一勇的緣故，升格為祖父。

## 斬魄刀
- 斬魄刀『剡月』（Engetsu）

護手為刻有樸素花紋的六邊形，刀柄末梢附有兩條流蘇，屬於炎系斬魄刀。解放時，大量的靈壓凝聚於刀身上，藉此強化斬魄刀的攻擊力。
其實體化姿態並未在劇中登場。一心提及過去進入精神領域和剡月詢問「最後的月牙天衝」的相關情報時，剡月表現出相當粗暴的態度，因為此招會讓持有者失去所有死神的力量，斬魄刀為了保護持有者而不願透漏相關情報。
解放語「燃燒吧，剡月」

### 卍解
暫時不詳，需要消耗相當大量的體力才能發動，故只要持刀者受到一定程度的傷害便無法施展。

## 技能與招式
| 技能名稱                                                   | 簡介 |
| ---------------------------------------------------------- | --- |
| 技「顎割」（Agitowari）                                    | 在拔刀的瞬間，將靈壓凝聚於刀鋒，朝對手使出的疾速橫斬擊，此技特別適用於對抗體型巨大的敵人。一心曾於破面篇施展此技斬殺變成仿破面的Grand Fisher。 |
| 技（未有名稱）                                             | 將自身的血液抹於嘴唇邊，接著從嘴裡噴射出大範圍的火焰，附著於斬魄刀的刀身上，可在擊中對手的瞬間造成威力不容小覷的燒傷。 |
| 技「月牙天衝」（Getsuga tenshou）                          | 給刀吸收自己靈力的力量，從刀尖施展超高密度靈壓的銀白色斬擊。 |
| 最後的月牙天衝「無月」（Saigo no Getsuga tenshou-Mugetsu） | 一心最強的招式，就是自己化為月牙。施展此招時頭髮變黑並垂長過腰，左半身軀多了深色紋身，同時從鼻部以下的臉孔與上半身軀被灰色的繃帶包覆，右手充斥着強烈的黑闇能量，最終化為超大型的黑闇斬擊波。使用此招後就會喪失所有死神的力量，這就是「最後」的意思。 |

### 其他技能
| 技能名稱     | 簡介                                                                                         |
| ------------ | -------------------------------------------------------------------------------------------- |
| 「鬼彈額」   | 將靈壓凝聚在中指的指尖，以彈額頭的動作釋放威力強大的衝擊波。曾於空座町事件裡對藍染施展此技。 |
| 「結界」     | 設下能夠隱藏靈壓的強力結界，讓處於結界外圍的對手，無法察覺結界裡的靈壓動態。                 |
| 「靈子鎖鏈」 | 用靈壓形成的鎖鏈束縛敵人。                                                                   |
| 「防禦結界」 | 在護身符中設置的結界，可以在受到攻擊的時候發出光芒，保護護身符的主人。                       |
| 「界境固定」 | 將特殊的鎖鏈綁在身上，利用自己的靈壓固定斷界的拘流。                                         |